# Championnat de Finlande de hockey sur glace 2013-2014
Saison précédente Saison suivante
La saison 2013-2014 est la trente-neuvième saison de la Liiga, le championnat élite de hockey sur glace en Finlande. La saison régulière commence le 12 septembre 2013 pour se terminer le 13 mars 2014. 

## SM-liiga
Le Jokerit Helsinki joue sa dernière saison dans la SM-liiga avant de prendre part à la Ligue continentale de hockey (KHL) en 2014-2015.

### Déroulement
Les quatorze équipes de la division élite jouent chacune un total de 60 matchs lors de la saison régulière. À l'issue de la saison régulière, les six meilleures équipes sont directement qualifiées pour les séries, les quatre suivantes jouent pour les deux dernières places des séries lors de matchs de barrage au meilleur des trois rencontres.

### Saison régulière

#### Classement
| Clt   | Équipe             | PJ | V  | VP | D  | DP | BP  | BC  | Diff | Pts |
| ----- | ------------------ | -- | -- | -- | -- | -- | --- | --- | ---- | --- |
| +001, | Kärpät Oulu        | 60 | 36 | 8  | 7  | 9  | 190 | 106 | +84  | 131 |
| +002, | Tappara Tampere    | 60 | 31 | 8  | 7  | 14 | 168 | 128 | +40  | 116 |
| +003, | Lukko Rauma        | 60 | 30 | 4  | 3  | 23 | 153 | 138 | +15  | 101 |
| +004, | SaiPa Lappeenranta | 60 | 26 | 9  | 4  | 21 | 160 | 134 | +26  | 100 |
| +005, | JYP Jyväskylä      | 60 | 26 | 7  | 6  | 21 | 154 | 149 | +5   | 98  |
| +006, | Espoo Blues        | 60 | 28 | 3  | 3  | 26 | 137 | 146 | -9   | 93  |
| +007, | Jokerit Helsinki   | 60 | 25 | 5  | 8  | 22 | 156 | 145 | +11  | 93  |
| +008, | Pelicans Lahti     | 60 | 25 | 6  | 5  | 24 | 156 | 156 | 0    | 92  |
| +009, | HIFK               | 60 | 25 | 4  | 5  | 26 | 147 | 145 | +2   | 88  |
| +010, | HPK Hämeenlinna    | 60 | 22 | 9  | 3  | 26 | 140 | 136 | +4   | 87  |
| +011, | Ilves Tampere      | 60 | 24 | 3  | 6  | 27 | 144 | 146 | -3   | 84  |
| +012, | Ässät Pori         | 60 | 16 | 7  | 5  | 32 | 134 | 177 | -43  | 67  |
| +013, | TPS Turku          | 60 | 12 | 6  | 11 | 31 | 135 | 197 | -62  | 59  |
| +014, | KalPa Kuopio       | 60 | 12 | 3  | 9  | 36 | 101 | 172 | -71  | 51  |

- Quart de finale
- Barrage des séries

### Séries éliminatoires
Les matchs de barrage se jouent au meilleur des trois rencontres puis tous les autres se jouent au meilleur des 7 rencontres à l'exception du match pour la troisième place qui se joue en une seule rencontre.
|  | Barrages | Barrages        | Barrages           |                 |                | Quarts de finale | Quarts de finale | Quarts de finale |                 |   | Demi-finales | Demi-finales | Demi-finales |                    |             | Finale | Finale | Finale |
|  |          |                 |                    |                 |                |                  |                  |                  |                 |   |              |              |              |                    |             |        |        |        |
|  |          |                 |                    |                 |                |                  |                  |                  |                 |   |              |              |              |                    |             |        |        |        |
|  |          | 1               | Kärpät Oulu        | 4               |                |                  |                  |                  |                 |   |              |              |              |                    |             |        |        |        |
|  |          |                 |                    | 4               |                |                  |                  |                  |                 |   |              |              |              |                    |             |        |        |        |
|  |          |                 | 10                 | HPK Hämeenlinna | 0              |                  |                  |                  |                 |   |              |              |              |                    |             |        |        |        |
|  | 7        | Jokerit         | 10                 | HPK Hämeenlinna | 0              | 0                |                  |                  |                 |   |              |              |              |                    |             |        |        |        |
|  | 7        | Jokerit         |                    |                 |                | 0                |                  |                  |                 |   |              |              |              |                    |             |        |        |        |
|  | 10       | HPK Hämeenlinna | 2                  |                 |                |                  |                  |                  |                 |   |              |              |              |                    |             |        |        |        |
|  | 10       | HPK Hämeenlinna | 2                  |                 |                |                  |                  |                  |                 | 1 | Kärpät Oulu  | 4            |              |                    |             |        |        |        |
|  |          |                 |                    |                 |                |                  |                  |                  |                 | 1 | Kärpät Oulu  | 4            |              |                    |             |        |        |        |
|  |          | 4               | SaiPa Lappeenranta | 1               |                |                  |                  |                  |                 |   |              |              |              |                    |             |        |        |        |
|  |          | 4               | SaiPa Lappeenranta | 1               |                |                  |                  |                  |                 |   |              |              |              |                    |             |        |        |        |
|  |          |                 |                    |                 |                |                  |                  |                  |                 |   |              |              |              |                    |             |        |        |        |
|  |          |                 |                    |                 |                |                  |                  |                  |                 |   |              |              |              |                    |             |        |        |        |
|  |          | 4               | SaiPa Lappeenranta | 4               |                |                  |                  |                  |                 |   |              |              |              |                    |             |        |        |        |
|  |          |                 |                    | 4               |                |                  |                  |                  |                 |   |              |              |              |                    |             |        |        |        |
|  |          |                 | 5                  | JYP Jyväskylä   | 3              |                  |                  |                  |                 |   |              |              |              |                    |             |        |        |        |
|  |          |                 | 5                  | JYP Jyväskylä   | 3              |                  |                  |                  |                 |   |              |              |              |                    |             |        |        |        |
|  |          |                 |                    |                 |                |                  |                  |                  |                 |   |              |              |              |                    |             |        |        |        |
|  |          |                 |                    |                 |                |                  |                  |                  |                 |   |              |              |              |                    |             |        |        |        |
|  |          |                 |                    |                 |                |                  |                  |                  |                 |   |              | 1            | Kärpät Oulu  | 4                  |             |        |        |        |
|  |          |                 |                    |                 |                |                  |                  |                  |                 |   |              |              |              |                    |             |        |        |        |
|  |          | 2               | Tappara Tampere    | 3               |                |                  |                  |                  |                 |   |              |              |              |                    |             |        |        |        |
|  |          | 2               | Tappara Tampere    | 3               |                |                  |                  |                  |                 |   |              |              |              |                    |             |        |        |        |
|  |          |                 |                    |                 |                |                  |                  |                  |                 |   |              |              |              |                    |             |        |        |        |
|  |          |                 |                    |                 |                |                  |                  |                  |                 |   |              |              |              |                    |             |        |        |        |
|  |          | 3               | Lukko Rauma        | 4               |                |                  |                  |                  |                 |   |              |              |              |                    |             |        |        |        |
|  |          |                 |                    | 4               |                |                  |                  |                  |                 |   |              |              |              |                    |             |        |        |        |
|  |          |                 | 6                  | Espoo Blues     | 3              |                  |                  |                  |                 |   |              |              |              |                    |             |        |        |        |
|  |          |                 | 6                  | Espoo Blues     | 3              |                  |                  |                  |                 |   |              |              |              |                    |             |        |        |        |
|  |          |                 |                    |                 |                |                  |                  |                  |                 |   |              |              |              |                    |             |        |        |        |
|  |          |                 |                    |                 |                |                  |                  |                  |                 |   |              |              |              |                    |             |        |        |        |
|  |          |                 |                    |                 |                |                  | 3                | Lukko Rauma      | 3               |   |              |              |              |                    |             |        |        |        |
|  |          |                 |                    |                 |                |                  |                  |                  | 3               |   |              |              |              |                    |             |        |        |        |
|  |          | 2               | Tappara Tampere    | 4               |                |                  | Troisième place  | Troisième place  | Troisième place |   |              |              |              |                    |             |        |        |        |
|  | 8        | 2               | Tappara Tampere    | 4               | Pelicans Lahti | 2                | Troisième place  | Troisième place  | Troisième place |   |              |              |              |                    |             |        |        |        |
|  | 8        |                 |                    |                 | Pelicans Lahti | 2                |                  |                  |                 |   |              |              |              |                    |             |        |        |        |
|  | 9        | HIFK            | 0                  |                 |                |                  |                  |                  |                 |   |              |              |              |                    |             |        |        |        |
|  | 9        | HIFK            | 0                  |                 | 8              | Pelicans Lahti   | 2                |                  |                 |   |              |              |              | 3                  | Lukko Rauma | 3      |        |        |
|  |          |                 |                    |                 | 8              | Pelicans Lahti   | 2                |                  |                 |   |              |              |              | 3                  | Lukko Rauma | 3      |        |        |
|  |          |                 | 2                  | Tappara Tampere | 4              |                  |                  |                  |                 |   |              |              | 4            | SaiPa Lappeenranta | 2           |        |        |        |
|  |          |                 | 2                  | Tappara Tampere | 4              |                  |                  |                  |                 |   |              |              | 4            | SaiPa Lappeenranta | 2           |        |        |        |
|  |          |                 |                    |                 |                |                  |                  |                  |                 |   |              |              |              |                    |             |        |        |        |

#### Finale
| 15 avril | Kärpät | 2-1 (0-1, 1-0, 1-0) | Tappara | Oulun Energia Areena, Oulu 6 209 spectateurs |

| Feuille de match | Feuille de match                                                          | Feuille de match | Feuille de match                              | Feuille de match                                                  |
| ---------------- | ------------------------------------------------------------------------- | ---------------- | --------------------------------------------- | ----------------------------------------------------------------- |
|                  | Huml (Kähkönen) — 33 min 8 s Donskoi (Kemppainen, Junttila) — 57 min 46 s | 0-1 1-1 2-1      | Green (Bailen, Erkinjuntti) — 4 min 18 s (SN) | Arbitrage : Antti Boman Aleksi Rantala Iikka Kiilunen Joonas Saha |
| Tomi Karhunen    | Gardiens                                                                  | Juha Metsola     |                                               | Arbitrage : Antti Boman Aleksi Rantala Iikka Kiilunen Joonas Saha |
| 6 min            | Pénalités                                                                 | 6 min            |                                               | Arbitrage : Antti Boman Aleksi Rantala Iikka Kiilunen Joonas Saha |
| 19               | Tirs                                                                      | 17               |                                               | Arbitrage : Antti Boman Aleksi Rantala Iikka Kiilunen Joonas Saha |

| 17 avril | Tappara | 4-3 (2-0, 1-0, 1-3) | Kärpät | Tampereen jäähalli, Tampere 7 600 spectateurs |

| Feuille de match | Feuille de match | Feuille de match            | Feuille de match | Feuille de match                                                         |
| ---------------- | --- | --------------------------- | --- | ------------------------------------------------------------------------ |
|                  | Palola (Järvinen, Jormakka) — 13 min 44 s Jormakka (Järvinen, Palola) — 15 min 39 s (SN) Kauppinen (Nieminen, Järvinen) — 29 min 42 s (SN) Nieminen (Palola , Järvinen) — 59 min 47 s (SN) | 1-0 2-0 3-0 3-1 3-2 3-3 4-3 | Pyörälä (Pokka, Aaltonen) — 44 min 39 s (SN) Pyörälä (Kukkonen, Pokka) — 44 min 52 s (SN) Ohtamaa (Masuhr, Maxwell) — 53 min 5 s | Arbitrage : Jukka Hakkarainen Jari Levonen Masi Puolakka Sakari Suominen |
| Juha Metsola     | Gardiens | Tomi Karhunen Jussi Rynnäs  | | Arbitrage : Jukka Hakkarainen Jari Levonen Masi Puolakka Sakari Suominen |
| 8 min            | Pénalités | 6 min                       | | Arbitrage : Jukka Hakkarainen Jari Levonen Masi Puolakka Sakari Suominen |
| 15               | Tirs | 36                          | | Arbitrage : Jukka Hakkarainen Jari Levonen Masi Puolakka Sakari Suominen |

| 19 avril | Kärpät | 2-3 (1-1, 0-1, 1-1) | Tappara | Oulun Energia Areena, Oulu 6 614 spectateurs |

| Feuille de match | Feuille de match                                                           | Feuille de match    | Feuille de match                                                                                               | Feuille de match                                                 |
| ---------------- | -------------------------------------------------------------------------- | ------------------- | --- | ---------------------------------------------------------------- |
|                  | Aaltonen (Pirnes, Pyörälä) — 14 min 52 s (SN) Huml (Maxwell) — 44 min 33 s | 1-0 1-1 1-2 2-2 2-3 | Malinen (Haapala) — 16 min 25 s Bailen (Voutilainen) — 23 min 39 s Erkinjuntti (Larsson, Saravo) — 45 min 18 s | Arbitrage : Antti Boman Aleksi Rantala Henri Neva Hannu Sormunen |
| Jussi Rynnäs     | Gardiens                                                                   | Juha Metsola        | | Arbitrage : Antti Boman Aleksi Rantala Henri Neva Hannu Sormunen |
| 6 min            | Pénalités                                                                  | 10 min              | | Arbitrage : Antti Boman Aleksi Rantala Henri Neva Hannu Sormunen |
| 29               | Tirs                                                                       | 13                  | | Arbitrage : Antti Boman Aleksi Rantala Henri Neva Hannu Sormunen |

| 21 avril | Tappara | 3-2 (pr) (0-1, 2-0, 0-1, 1-0) | Kärpät | Tampereen jäähalli, Tampere 7 600 spectateurs |

| Feuille de match | Feuille de match                                                                               | Feuille de match    | Feuille de match                                                                       | Feuille de match                                                  |
| ---------------- | ---------------------------------------------------------------------------------------------- | ------------------- | -------------------------------------------------------------------------------------- | ----------------------------------------------------------------- |
|                  | Bailen — 21 min 27 s (SN) Green (Peltola, Bailen) — 34 min 44 s Plihal (Peltola) — 75 min 23 s | 0-1 1-1 2-1 2-2 3-2 | Pirnes ( Komulainen, Pokka) — 15 min 8 s Donskoi (Kemppainen , Kukkonen) — 59 min 11 s | Arbitrage : Antti Boman Aleksi Rantala Iikka Kiilunen Joonas Saha |
| Juha Metsola     | Gardiens                                                                                       | Jussi Rynnäs        |                                                                                        | Arbitrage : Antti Boman Aleksi Rantala Iikka Kiilunen Joonas Saha |
| 14 min           | Pénalités                                                                                      | 16 min              |                                                                                        | Arbitrage : Antti Boman Aleksi Rantala Iikka Kiilunen Joonas Saha |
| 33               | Tirs                                                                                           | 27                  |                                                                                        | Arbitrage : Antti Boman Aleksi Rantala Iikka Kiilunen Joonas Saha |

| 23 avril | Kärpät | 2-1 (0-0, 1-1, 1-0) | Tappara | Oulun Energia Areena, Oulu 6 614 spectateurs |

| Feuille de match | Feuille de match                                           | Feuille de match | Feuille de match                                     | Feuille de match                                           |
| ---------------- | ---------------------------------------------------------- | ---------------- | ---------------------------------------------------- | ---------------------------------------------------------- |
|                  | Pirnes (Huml, Aaltonen) (SN) Aaltonen (Huml) — 46 min 30 s | 1-0 1-1 2-1      | Voutilainen (Erkinjuntti, Bailen) — 34 min 42 s (SN) | Arbitrage : Jari Levonen Jukka Hakkarainen Sakari Suominen |
| Tomi Karhunen    | Gardiens                                                   | Juha Metsola     |                                                      | Arbitrage : Jari Levonen Jukka Hakkarainen Sakari Suominen |
| 8 min            | Pénalités                                                  | 24 min           |                                                      | Arbitrage : Jari Levonen Jukka Hakkarainen Sakari Suominen |
| 28               | Tirs                                                       | 16               |                                                      | Arbitrage : Jari Levonen Jukka Hakkarainen Sakari Suominen |

| 25 avril | Tappara | 3-2 (0-2, 0-0, 1-2) | Kärpät | Tampereen jäähalli, Tampere 7 600 spectateurs |

| Feuille de match | Feuille de match                                                                        | Feuille de match    | Feuille de match | Feuille de match                                           |
| ---------------- | --------------------------------------------------------------------------------------- | ------------------- | --- | ---------------------------------------------------------- |
|                  | Kuusela (Voutilainen) — 46 min 7 s Voutilainen (Kuusela, Erkinjuntti) — 50 min 1 s (SN) | 0-1 0-2 1-2 2-2 2-3 | Aaltonen (Pokka, Kukkonen) — 15 min 8 s (SN) Ohtamaa (Vallin , Junttila) — 18 min 30 s Huml (Maxwell, Kähkönen) — 52 min (SN) | Arbitrage : Jari Levonen Jukka Hakkarainen Sakari Suominen |
| Juha Metsola     | Gardiens                                                                                | Tomi Karhunen       | | Arbitrage : Jari Levonen Jukka Hakkarainen Sakari Suominen |
| 10 min           | Pénalités                                                                               | 16 min              | | Arbitrage : Jari Levonen Jukka Hakkarainen Sakari Suominen |
| 23               | Tirs                                                                                    | 26                  | | Arbitrage : Jari Levonen Jukka Hakkarainen Sakari Suominen |

| 26 avril | Kärpät | 1-0 (pr) (0-0, 0-0, 0-0, 1-0) | Tappara | Oulun Energia Areena, Oulu 6 614 spectateurs |

| Feuille de match | Feuille de match                 | Feuille de match | Feuille de match | Feuille de match                                           |
| ---------------- | -------------------------------- | ---------------- | ---------------- | ---------------------------------------------------------- |
|                  | Aaltonen (Maxwell) — 67 min 24 s | 1-0              |                  | Arbitrage : Jari Levonen Jukka Hakkarainen Sakari Suominen |
| Tomi Karhunen    | Gardiens                         | Juha Metsola     |                  | Arbitrage : Jari Levonen Jukka Hakkarainen Sakari Suominen |
| 8 min            | Pénalités                        | 22 min           |                  | Arbitrage : Jari Levonen Jukka Hakkarainen Sakari Suominen |
| 27               | Tirs                             | 12               |                  | Arbitrage : Jari Levonen Jukka Hakkarainen Sakari Suominen |

### Effectif vainqueur
| Champion de Finlande Kärpät Oulu | Gardiens de but : Tomi Karhunen, Jussi Rynnäs Défenseurs : Vladimír Eminger, Lasse Kukkonen, Mikko Lehtonen, Adam Masuhr, Mikko Niemelä, Atte Ohtamaa, Ville Pokka, Ari Vallin Attaquants : Juhamatti Aaltonen, Mikko Alikoski, Joonas Donskoi, Ivan Huml, Julius Junttila, Toni Kähkönen, Joonas Kemppainen, Juho Keränen, Juho Keränen, Tomi Körkkö, Ben Maxwell, Saku Mäenalanen, Esa Pirnes, Mika Pyörälä, Simon Suoranta, Jari Viuhkola Entraîneurs : Lauri Marjamäki, Mikko Manner, Toni Sihvonen, Ari Hilli |

### Trophées et récompenses
| Kanada-malja : Champion de Finlande                            | Kärpät Oulu                      |
| Kultainen kypärä : Meilleur joueur élu par ses pairs           | Michael Keränen (Ilves)          |
| Trophée Kalevi-Numminen : Meilleur entraîneur                  | Pekka Tirkkonen (SaiPa)          |
| Trophée Jarmo-Wasama : Meilleur joueur recrue                  | Juuse Saros (HPK)                |
| Trophée Matti-Keinonen : Meilleur différentiel +/-             | Ville Pokka (Kärpät Oulu)        |
| Trophée Raimo-Kilpiö : Joueur le plus fair-play                | Jan Latvala (Pelicans)           |
| Trophée Urpo-Ylönen : Meilleur gardien de but                  | Jussi Markkanen (SaiPa)          |
| Trophée Pekka-Rautakallio : Meilleur défenseur                 | Lasse Kukkonen (Kärpät)          |
| Trophée Aarne-Honkavaara : Meilleur buteur                     | Olli Palola \|(Tappara)          |
| Trophée Veli-Pekka-Ketola : Meilleur pointeur                  | Ville Vahalahti (Lukko)          |
| Trophée Lasse-Oksanen : Meilleur joueur de la saison régulière | Michael Keränen (Ilves)          |
| Trophée Jari-Kurri : Meilleur joueur des séries éliminatoires  | Juhamatti Aaltonen (Kärpät Oulu) |

## Barrage de promotion/relégation
Le barrage se joue au meilleur des sept rencontres. L'équipe classée dernière de la saison régulière de la SM-liiga affronte directement l'équipe ayant remporté les séries éliminatoires de la Mestis.

## Mestis

### Saison régulière

#### Classement
| Clt   | Équipe            | PJ | V  | VP | D  | DP | BP  | BC  | Diff | Pts |
| ----- | ----------------- | -- | -- | -- | -- | -- | --- | --- | ---- | --- |
| +001, | TuTo Turku        | 56 | 28 | 12 | 12 | 4  | 181 | 129 | +52  | 112 |
| +002, | Sport Vaasa       | 56 | 27 | 11 | 12 | 6  | 195 | 161 | +34  | 109 |
| +003, | KooKoo Kouvola    | 56 | 26 | 5  | 14 | 11 | 163 | 135 | +28  | 99  |
| +004, | HC Keski-Uusimaa  | 56 | 24 | 7  | 19 | 6  | 191 | 169 | +22  | 92  |
| +005, | Hokki Kajaani     | 56 | 22 | 8  | 21 | 5  | 186 | 165 | +21  | 87  |
| +006, | Jokipojat Joensuu | 56 | 22 | 5  | 23 | 6  | 152 | 150 | +2   | 82  |
| +007, | Jukurit Mikkeli   | 56 | 17 | 9  | 18 | 12 | 151 | 151 | 0    | 81  |
| +008, | Kiekko-Vantaa     | 56 | 18 | 9  | 25 | 4  | 148 | 157 | -9   | 76  |
| +009, | JYP-Akatemia      | 56 | 16 | 8  | 24 | 8  | 145 | 165 | -20  | 72  |
| +010, | Heinolan Peliitat | 56 | 14 | 7  | 24 | 11 | 151 | 193 | -42  | 67  |
| +011, | SaPKo             | 56 | 17 | 3  | 27 | 9  | 130 | 167 | 37   | 66  |
| +012, | Lempäälän Kisa    | 56 | 16 | 5  | 28 | 7  | 159 | 210 | -51  | 65  |

- Qualifiés pour les séries éliminatoires

#### Meilleurs pointeurs
| Clt | Joueur                 | Équipe            | PJ | B  | A  | Pts | +/- | Pun |
| --- | ---------------------- | ----------------- | -- | -- | -- | --- | --- | --- |
| 1   | Teemu Virtala (en)     | Hokki Kajaani     | 49 | 23 | 44 | 67  | +9  | 42  |
| 2   | Mikael Ruohomaa (en)   | Jokipojat Joensuu | 56 | 22 | 43 | 65  | +14 | 34  |
| 3   | Roope Ranta            | HC Keski-Uusimaa  | 55 | 26 | 33 | 59  | +3  | 50  |
| 4   | Lassi Kokkala (en)     | Sport Vaasa       | 54 | 28 | 29 | 57  | +23 | 38  |
| 5   | Sami Blomqvist (en)    | Jokipojat Joensuu | 56 | 25 | 32 | 57  | +17 | 27  |
| 6   | Samuli Kivimäki        | Sport Vaasa       | 47 | 38 | 16 | 54  | +18 | 43  |
| 7   | Anthony Guttig         | Hokki Kajaani     | 42 | 20 | 32 | 52  | -1  | 36  |
| 8   | Tuukka Pulliainen (en) | TuTo Turku        | 46 | 16 | 36 | 52  | +24 | 46  |
| 9   | Toni Jalo (en)         | Jukurit Mikkeli   | 56 | 6  | 45 | 51  | +10 | 10  |
| 10  | Tomi Mustonen (en)     | HC Keski-Uusimaa  | 54 | 20 | 29 | 49  | -17 | 57  |

### Séries éliminatoires
|  | Quarts de finale                  | Quarts de finale                      |                 |               | Demi-finales                          | Demi-finales                          |   |  | Finale                   | Finale                   |
|  | Quarts de finale                  | Quarts de finale                      |                 |               | Demi-finales                          | Demi-finales                          |   |  | Finale                   | Finale                   |
|  |                                   |                                       |                 |               |                                       |                                       |   |  |                          |                          |
|  | 11, 13, 15, 16 et 18 mars         | 11, 13, 15, 16 et 18 mars             |                 |               | 24, 26, 28, 29, 31 mars, 2 et 4 avril | 24, 26, 28, 29, 31 mars, 2 et 4 avril |   |  | 7, 9, 11, 12 et 14 avril | 7, 9, 11, 12 et 14 avril |
|  | 11, 13, 15, 16 et 18 mars         | 11, 13, 15, 16 et 18 mars             |                 |               | 24, 26, 28, 29, 31 mars, 2 et 4 avril | 24, 26, 28, 29, 31 mars, 2 et 4 avril |   |  | 7, 9, 11, 12 et 14 avril | 7, 9, 11, 12 et 14 avril |
|  | TuTo Turku                        | 4                                     |                 |               | 24, 26, 28, 29, 31 mars, 2 et 4 avril | 24, 26, 28, 29, 31 mars, 2 et 4 avril |   |  | 7, 9, 11, 12 et 14 avril | 7, 9, 11, 12 et 14 avril |
|  | TuTo Turku                        | 4                                     |                 |               | 24, 26, 28, 29, 31 mars, 2 et 4 avril | 24, 26, 28, 29, 31 mars, 2 et 4 avril |   |  | 7, 9, 11, 12 et 14 avril | 7, 9, 11, 12 et 14 avril |
|  | Kiekko-Vantaa                     | 1                                     |                 |               | 24, 26, 28, 29, 31 mars, 2 et 4 avril | 24, 26, 28, 29, 31 mars, 2 et 4 avril |   |  | 7, 9, 11, 12 et 14 avril | 7, 9, 11, 12 et 14 avril |
|  | Kiekko-Vantaa                     | 1                                     | TuTo Turku      | 3             |                                       |                                       |   |  | 7, 9, 11, 12 et 14 avril | 7, 9, 11, 12 et 14 avril |
|  | 11, 13, 15, 16, 18, 20 et 22 mars |                                       | TuTo Turku      | 3             |                                       |                                       |   |  | 7, 9, 11, 12 et 14 avril | 7, 9, 11, 12 et 14 avril |
|  |                                   | Jukurit Mikkeli                       | 4               |               |                                       |                                       |   |  | 7, 9, 11, 12 et 14 avril | 7, 9, 11, 12 et 14 avril |
|  | Sport Vaasa                       | Jukurit Mikkeli                       | 4               | 3             |                                       |                                       |   |  | 7, 9, 11, 12 et 14 avril | 7, 9, 11, 12 et 14 avril |
|  | Sport Vaasa                       |                                       |                 | 3             |                                       |                                       |   |  | 7, 9, 11, 12 et 14 avril | 7, 9, 11, 12 et 14 avril |
|  | Jukurit Mikkeli                   | 4                                     |                 |               |                                       |                                       |   |  | 7, 9, 11, 12 et 14 avril | 7, 9, 11, 12 et 14 avril |
|  | Jukurit Mikkeli                   | 4                                     | Jukurit Mikkeli | 1             |                                       |                                       |   |  |                          |                          |
|  | 11, 13, 15, 16 et 18 mars         |                                       | Jukurit Mikkeli | 1             |                                       |                                       |   |  |                          |                          |
|  |                                   | KooKoo Kouvola                        | 4               |               |                                       |                                       |   |  |                          |                          |
|  | KooKoo Kouvola                    | KooKoo Kouvola                        | 4               | 4             |                                       |                                       |   |  |                          |                          |
|  | KooKoo Kouvola                    | 24, 26, 28, 29, 31 mars, 2 et 4 avril |                 | 4             |                                       |                                       |   |  |                          |                          |
|  | Jokipojat Joensuu                 | 1                                     |                 |               |                                       |                                       |   |  |                          |                          |
|  | Jokipojat Joensuu                 | 1                                     | KooKoo Kouvola  | 3             |                                       |                                       |   |  |                          |                          |
|  | 11, 13, 15 et 16 mars             | 11, 13, 15 et 16 mars                 | KooKoo Kouvola  | 3             | Match pour la 3e place                | Match pour la 3e place                |   |  |                          |                          |
|  | 11, 13, 15 et 16 mars             | 11, 13, 15 et 16 mars                 |                 | Hokki Kajaani | Match pour la 3e place                | Match pour la 3e place                | 4 |  |                          |                          |
|  | HC Keski-Uusimaa                  | 0                                     | 9 avril         | 9 avril       |                                       |                                       | 4 |  |                          |                          |
|  | HC Keski-Uusimaa                  | 0                                     | 9 avril         | 9 avril       |                                       |                                       |   |  |                          |                          |
|  | Hokki Kajaani                     | 4                                     |                 | TuTo Turku    | 1                                     |                                       |   |  |                          |                          |
|  | Hokki Kajaani                     | 4                                     |                 | TuTo Turku    | 1                                     |                                       |   |  |                          |                          |
|  |                                   |                                       |                 |               |                                       |                                       |   |  | Hokki Kajaani            | 0                        |
|  |                                   |                                       |                 |               |                                       |                                       |   |  | Hokki Kajaani            | 0                        |

#### Meilleurs pointeurs
| Clt | Joueur                 | Équipe         | PJ | B  | A  | Pts | +/- | Pun |
| --- | ---------------------- | -------------- | -- | -- | -- | --- | --- | --- |
| 1   | Aki Keinänen (en)      | TuTo Turku     | 13 | 8  | 10 | 18  | +6  | 8   |
| 2   | Anrei Hakulinen (en)   | TuTo Turku     | 13 | 11 | 5  | 16  | +7  | 12  |
| 3   | Tomi Peltonen (en)     | KooKoo Kouvola | 16 | 8  | 7  | 15  | +5  | 0   |
| 4   | Tuukka Pulliainen (en) | TuTo Turku     | 13 | 2  | 13 | 15  | +5  | 8   |
| 5   | Antti Virtanen (en)    | TuTo Turku     | 13 | 2  | 13 | 15  | +2  | 0   |

## Suomi-sarja

### Saison régulière
| Clt   | Équipe           | PJ | V  | VP | D  | DP | BP  | BC  | Diff | Pts |
| ----- | ---------------- | -- | -- | -- | -- | -- | --- | --- | ---- | --- |
| +001, | RoKi             | 38 | 22 | 5  | 6  | 5  | 193 | 115 | +78  | 81  |
| +002, | S-Kiekko         | 38 | 24 | 2  | 9  | 3  | 172 | 109 | +63  | 79  |
| +003, | Koovee Tampere   | 38 | 20 | 4  | 11 | 3  | 159 | 110 | +49  | 71  |
| +004, | Bewe TuusKi      | 38 | 20 | 3  | 13 | 2  | 167 | 144 | +23  | 68  |
| +005, | Ketterä Imatra   | 38 | 19 | 3  | 13 | 3  | 163 | 133 | +30  | 66  |
| +006, | FPS Forssa       | 38 | 18 | 4  | 13 | 3  | 165 | 140 | +25  | 65  |
| +007, | KeuPa HT         | 38 | 20 | 0  | 15 | 3  | 165 | 141 | +24  | 63  |
| +008, | JHT Kalajoki     | 38 | 18 | 4  | 15 | 1  | 142 | 117 | +25  | 63  |
| +009, | Pyry Nokia       | 38 | 17 | 2  | 14 | 5  | 162 | 144 | +18  | 60  |
| +010, | Hermes Kokkola   | 38 | 12 | 5  | 15 | 6  | 136 | 144 | -8   | 52  |
| +011, | Hydraulic Oilers | 38 | 13 | 4  | 17 | 4  | 132 | 164 | -32  | 51  |
| +012, | Waasa Red Ducks  | 38 | 8  | 3  | 26 | 1  | 111 | 187 | -76  | 31  |
| +013, | HC Satakunta     | 38 | 7  | 2  | 27 | 2  | 122 | 208 | -86  | 27  |
| +014, | Raahe-Kiekko     | 38 | 6  | 1  | 30 | 1  | 87  | 220 | -133 | 21  |

- Qualifiés pour les séries éliminatoires

#### Meilleurs pointeurs
| Clt | Joueur                     | Équipe         | PJ | B  | A  | Pts | Pun |
| --- | -------------------------- | -------------- | -- | -- | -- | --- | --- |
| 1   | Markus Jokinen (en)        | Koovee Tampere | 38 | 37 | 35 | 72  | 28  |
| 2   | Arttu Reponen (en)         | Ketterä Imatra | 38 | 20 | 52 | 72  | 49  |
| 3   | Tuomas Takala (en)         | S-Kiekko       | 38 | 14 | 46 | 60  | 26  |
| 4   | Vesa-Matti Inkeröinen (en) | RoKi           | 30 | 11 | 41 | 52  | 30  |
| 5   | Taneli Maasalo             | KeuPa HT       | 33 | 16 | 35 | 51  | 18  |

### Séries éliminatoires
|  | Quarts de finale           | Quarts de finale |              |   | Demi-finales | Demi-finales |  |  | Finale                | Finale                |
|  | Quarts de finale           | Quarts de finale |              |   | Demi-finales | Demi-finales |  |  | Finale                | Finale                |
|  |                            |                  |              |   |              |              |  |  |                       |                       |
|  | 26 et 28 février           | 26 et 28 février |              |   | 5 et 7 mars  | 5 et 7 mars  |  |  | 12, 14, 15 et 19 mars | 12, 14, 15 et 19 mars |
|  | 26 et 28 février           | 26 et 28 février |              |   | 5 et 7 mars  | 5 et 7 mars  |  |  | 12, 14, 15 et 19 mars | 12, 14, 15 et 19 mars |
|  | RoKi                       | 0                |              |   | 5 et 7 mars  | 5 et 7 mars  |  |  | 12, 14, 15 et 19 mars | 12, 14, 15 et 19 mars |
|  | RoKi                       | 0                |              |   | 5 et 7 mars  | 5 et 7 mars  |  |  | 12, 14, 15 et 19 mars | 12, 14, 15 et 19 mars |
|  | KeuPa HT                   | 2                |              |   | 5 et 7 mars  | 5 et 7 mars  |  |  | 12, 14, 15 et 19 mars | 12, 14, 15 et 19 mars |
|  | KeuPa HT                   | 2                | KeuPa HT     | 2 |              |              |  |  | 12, 14, 15 et 19 mars | 12, 14, 15 et 19 mars |
|  | 26, 28 février et 1er mars |                  | KeuPa HT     | 2 |              |              |  |  | 12, 14, 15 et 19 mars | 12, 14, 15 et 19 mars |
|  |                            | Bewe TuusKi      | 0            |   |              |              |  |  | 12, 14, 15 et 19 mars | 12, 14, 15 et 19 mars |
|  | Bewe TuusKi                | Bewe TuusKi      | 0            | 2 |              |              |  |  | 12, 14, 15 et 19 mars | 12, 14, 15 et 19 mars |
|  | Bewe TuusKi                |                  |              | 2 |              |              |  |  | 12, 14, 15 et 19 mars | 12, 14, 15 et 19 mars |
|  | Ketterä Imatra             | 1                |              |   |              |              |  |  | 12, 14, 15 et 19 mars | 12, 14, 15 et 19 mars |
|  | Ketterä Imatra             | 1                | KeuPa HT     | 3 |              |              |  |  |                       |                       |
|  | 26, 28 février et 1er mars |                  | KeuPa HT     | 3 |              |              |  |  |                       |                       |
|  |                            | FPS Forssa       | 1            |   |              |              |  |  |                       |                       |
|  | S-Kiekko                   | FPS Forssa       | 1            | 1 |              |              |  |  |                       |                       |
|  | S-Kiekko                   | 5 et 7 mars      |              | 1 |              |              |  |  |                       |                       |
|  | JHT Kalajoki               | 2                |              |   |              |              |  |  |                       |                       |
|  | JHT Kalajoki               | 2                | JHT Kalajoki | 0 |              |              |  |  |                       |                       |
|  | 26, 28 février et 1er mars |                  | JHT Kalajoki | 0 |              |              |  |  |                       |                       |
|  |                            | FPS Forssa       | 2            |   |              |              |  |  |                       |                       |
|  | Koovee Tampere             | FPS Forssa       | 2            | 1 |              |              |  |  |                       |                       |
|  | Koovee Tampere             |                  |              | 1 |              |              |  |  |                       |                       |
|  | FPS Forssa                 | 2                |              |   |              |              |  |  |                       |                       |
|  | FPS Forssa                 | 2                |              |   |              |              |  |  |                       |                       |

#### Meilleurs pointeurs
| Clt | Joueur            | Équipe   | PJ | B | A | Pts | Pun |
| --- | ----------------- | -------- | -- | - | - | --- | --- |
| 1   | Janne Kumpulainen | KeuPa HT | 8  | 4 | 8 | 12  | 4   |
| 2   | Taneli Maasalo    | KeuPa HT | 8  | 4 | 7 | 11  | 8   |
| 3   | Juuso Mörsky (en) | KeuPa HT | 8  | 3 | 8 | 11  | 4   |